# Pyrex (langage)
Pour les articles homonymes, voir Pyrex (homonymie).
Pyrex est un langage de programmation destiné à l'écriture de modules d'extension. Il possède une syntaxe extrêmement proche de celle de Python tout en étant compilé et en utilisant les types de données du langage C, ce qui permet à des programmeurs python de créer des modules compilés appelables depuis des langues plus bas niveau. Il a été créé par Greg Ewings, la première version a été diffusée en 2002.